# Бузлук
Бузлу́к, или Бузлу́к-Коба́, или Большо́й Бузлу́к (укр. Бузлук, Бузлук-Коба, Великий Бузлук, крымскотат. Buzluq qobası, Бузлукъ къобасы) — пещера (ледяная пещера) в южной части массива Караби-яйла. Второе название — Ледовая пещера или Бузлук-Коба. Название Бузлук в переводе с крымскотатарского языка означает «ледник», «скопление льда» и объясняется тем, что дно пещеры покрыто нетающим слоем льда.
Расположена в средней части Караби-яйлы на высоте около 1000 метров над уровнем моря. Протяжённость пещеры 165 м, глубина 81 м. Пещера вертикального типа 1-й категории сложности. Известна с 1975 года.

## Описание
Входом в Большой Бузлук служит карстовая воронка диаметром около 20 м, внутри которой растёт бук. Состоит из двух больших залов, объединённых в галерею. С глубины 35—40 м от входа обширный грот покрыт многолетним льдом. В пещере образовались гирлянды ледяных сталактитов, достигающих трёхметровой длины, а навстречу им поднимаются сталагмиты. В результате их сращивания в годы с большим количеством осадков в центральной нише пещеры образуются ледяные колонны. Дно покрыто прозрачным голубоватым льдом. В отличие от натечных ледяных образований, покровный лёд донной части Бузлук-Кобы образуется из попадающего туда зимой снега. Площадь оледенения внутри пещеры из года в год меняется, достигая иногда 1000 м², а объём может доходить до 5000 м³. В нижней части пещеры имеется глубокий (19 м) колодец диаметром 0,5 м, по дну которого протекает вода.
Пещера с 1947 года является памятником природы местного значения. В пещере обитают дикие голуби[уточнить].